# ふつつかな悪女ではございますが
『ふつつかな悪女ではございますが』（ふつつかなあくじょではございますが）は、中村颯希による日本のライトノベル。イラストはゆき哉が担当している。「小説家になろう」にて連載され、書籍版が一迅社ノベルス（一迅社）より『ふつつかな悪女ではございますが 〜雛宮蝶鼠とりかえ伝〜』のタイトルで2020年12月から刊行されている。略称は「ふつつかな悪女」。2024年6月時点で電子版を含めたシリーズ累計部数は300万部を突破している。
『月刊コミックZERO-SUM』（一迅社）にて尾羊英によるコミカライズ版が2021年2月号から連載されている。「次にくるマンガ大賞2022」コミックス部門では7位を獲得している。

## あらすじ
詠国の後宮には五つの名家のみから婚姻前の女性（｢雛女（ひめ）」と呼ばれる）を集め、次世代の妃を育成するための「雛宮」と呼ばれる場所が存在している。五家の一つ「黄家」の雛女・黄玲琳は美しい見た目と優しさから「殿下の胡蝶」と呼ばれ、次期皇后は確実と言われていた。一方、五家の一つ「朱家」の雛女・朱慧月は「雛宮のどぶネズミ」と呼ばれ、宮中の人々から嫌われていた。慧月は誰からも愛される玲琳を妬み、数百年ぶりに箒星が流れた夜に慧月が道術を使用したことで、二人の身体は入れ替わってしまう。

## 登場人物
黄 玲琳（こう れいりん）
見目麗しく聡明かつ慈悲深い性格であり、「殿下の胡蝶」と呼ばれ皇太子である堯明からは勿論、誰からも愛される黄家の雛女。しかし、周囲には見せないようにしつつも病弱な身体を持つため伏せりがちである。
原作小説第8巻刊行を記念したキャラクター人気投票では2位を獲得している。

朱 慧月（しゅ けいげつ）
容姿・器量共に他の雛女に比べ優れない上に、劣等感から来た卑屈な性格から「鄒宮のどぶネズミ」と疎まれる朱家の雛女。そのため、特に自身とは対称的であり周囲から愛される玲琳を妬む。密かに道士としての才能を持ち磨いている。
上述のキャラクター人気投票では1位を獲得している。

藍 芳春（らん ほうしゅん）
5人の雛女の中では背も低く幼い藍家の雛女。その天真爛漫とも見える振る舞いに、玲琳とはまた違う形で周囲の人間からも愛おしく思われている。

金 清佳（きん せいか）
煌びやかさを持つ金家の雛女。美や芸術を好み、それが例え気に入らない人物が持つ物や技能であっても曲げずに讃えようとする美学を持つ。

玄 歌吹（げん かすい）
玄の血筋の通り、舞よりも武芸を得意として凛とした雰囲気を持つ冷静な雛女。他の雛女はそれぞれの家の長女だが、歌吹は玄家の次女である。

詠 尭明（えい ぎょうめい）
皇太子かつ玲琳の従兄妹。

辰宇（しんう）
後宮の風紀を取り締まる鷲官長。
上述のキャラクター人気投票では4位を獲得している。

黄 冬雪（こう とうせつ）
玲琳に仕える筆頭女官。

莉莉（りーりー）
慧月に仕える下級女官。
上述のキャラクター人気投票では5位を獲得している。

黄 景行（こう けいこう）
黄家の長男かつ玲琳の兄で武官を務める。

黄 景彰（こう けいしょう）
黄家の次男かつ玲琳の兄で武官を務める。
上述のキャラクター人気投票では3位を獲得している。

黄 絹秀（こう けんしゅう）
皇后かつ玲琳の伯母。

朱 雅媚（しゅ がび）
貴妃。慧月の後見人。

## 評価
ダ・ヴィンチWebのayanは本作のコミカライズを読み、本作は「入れ替わりモノ」ではあるが「妬みや憎しみといった人間らしい感情」がしっかりと描写されており、それがストーリーに深みを与えていると評している。また、元々病弱で健気なヒロインが実は鋼のメンタル持ちという点が面白かったとも述べている。
『乙女ゲームの破滅フラグしかない悪役令嬢に転生してしまった…』などで監督を務めた井上圭介は本作の一番の魅力は「玲琳のキャラクター」であるとしており、慧月との入れ替わり後もめげることなく前向きに生きる彼女の姿に惚れてしまったと述べている。また、悪役にも共感できる部分があるとしており、ストーリーが進むにつれて慧月が段々と可愛く見えるようになってきたと述べている。

## 既刊一覧

### 小説
- 中村颯希（著） / ゆき哉（イラスト） 『ふつつかな悪女ではございますが 〜雛宮蝶鼠とりかえ伝〜』 一迅社〈一迅社ノベルス〉、既刊10巻（2025年4月2日現在）
  1. 2020年12月28日発売[10]、ISBN 978-4-7580-9323-1
  2. 2021年6月2日発売[11]、ISBN 978-4-7580-9370-5
  3. 2021年11月2日発売[12]、ISBN 978-4-7580-9412-2
  4. 2022年4月4日発売[13]、ISBN 978-4-7580-9453-5
  5. 2022年10月4日発売[14]、ISBN 978-4-7580-9497-9
  6. 2023年4月4日発売[15]、ISBN 978-4-7580-9542-6
  7. 2023年10月3日発売[16]、ISBN 978-4-7580-9587-7
  8. 2024年4月2日発売[17]、ISBN 978-4-7580-9632-4
  9. 2024年10月2日発売[18]、ISBN 978-4-7580-9680-5
    - 「小冊子付特装版」同日発売[19]、ISBN 978-4-7580-9681-2

  10. 2025年4月2日発売[20]、ISBN 978-4-7580-9719-2

### 漫画
- 中村颯希（原作） / ゆき哉（キャラクター原案） / 尾羊英（作画） 『ふつつかな悪女ではございますが 〜雛宮蝶鼠とりかえ伝〜』 一迅社〈ZERO-SUM COMICS〉、既刊8巻（2025年2月28日現在）
  1. 2021年6月28日発売[21]、ISBN 978-4-7580-3626-9
  2. 2021年12月27日発売[22]、ISBN 978-4-7580-3689-4
  3. 2022年6月30日発売[23]、ISBN 978-4-7580-3760-0
  4. 2022年12月28日発売[24]、ISBN 978-4-7580-3838-6
  5. 2023年6月30日発売[25]、ISBN 978-4-7580-3905-5
  6. 2023年12月28日発売[26]、ISBN 978-4-7580-3977-2
  7. 2024年6月28日発売[27]、ISBN 978-4-7580-8540-3
  8. 2025年2月28日発売[28]、ISBN 978-4-7580-8655-4
    - 「特装版」同日発売[29]、ISBN 978-4-7580-8656-1

## テレビアニメ
2025年3月にテレビアニメ化が発表された。

### スタッフ
- 原作 - 中村颯希[30]
- キャラクター原案 - ゆき哉[30]、尾羊英[30]
- 監督 - 山﨑みつえ[30]
- シリーズ構成 - 中村能子[30]
- キャラクターデザイン - 菊池愛[30]
- アニメーション制作 - 動画工房[30]